# خوسيه مانويل مورينو
خوسيه مانويل مورينو (بالإسبانية: José Manuel Moreno)؛ (مواليد 3 أغسطس 1916 - الوفاة 26 أغسطس 1978) هو مدرب كرة قدم أرجنتيني في عام 1999، كان في المرتبة بين أفضل 25 لاعبا في العالم في القرن 20 وبين الخمسة الأفضل في أمريكا الجنوبية، من خلال استطلاع للرأي من قبل IFFHS.

## انجازاته
- كوبا أمريكا:كأس أمريكا الجنوبية 1941، كأس أمريكا الجنوبية 1942, and كأس أمريكا الجنوبية 1947 (with منتخب الأرجنتين لكرة القدم)
- دوري الدرجة الأولى الأرجنتيني: 1936, 1937, 1941, 1942, 1945 (with نادي أتلتيكو ريفر بليت)
- الدوري المكسيكي لكرة القدم: 1946 (with Club España)
- الدوري التشيلي لكرة القدم: 1949 (with نادي ديبورتيفو يونيفرسيداد كاتوليكا)
- الدوري الكولومبي لكرة القدم: 1955 and 1957 (with إنديبندينتي ميديلين)
- He was selected among the 25 best players in the world in the 20th century by the الاتحاد الدولي لتاريخ وإحصاءات كرة القدم in 1999. He also ranked as the fifth best player in South America, and as the third best in Argentina, behind دييغو مارادونا and ألفريدو دي ستيفانو.

## روابط خارجية
- خوسيه مانويل مورينو على موقع الاتحاد الدولي (مؤرشف)  (الإنجليزية)
- خوسيه مانويل مورينو على موقع قاعدة بيانات كرة القدم.إي يو (الإنجليزية)
- خوسيه مانويل مورينو على موقع ناشيونال فوتبول تيمز (الإنجليزية)